# Displasia diastrófica
La displasia diastrófica, también llamada enanismo diastrófico, es una enfermedad poco frecuente, de origen genético y transmisión autosómica recesiva. Se manifiesta por estatura baja, extremidades cortas y malformaciones en diferentes articulaciones, entre ellas hombros, codos, interfalángicas y caderas. Los niños afectados presentan crecimiento lento y frecuentemente escoliosis de desarrollo progresivo. La enfermedad puede manifestarse con gravedad variable, dependiendo de los casos, existen formas graves y otras con síntomas más leves que se suele diagnosticar más tardíamente.

## Frecuencia
La prevalencia se estima entre 1 y 1,3/100.000. El trastorno afecta tanto a hombres como a mujeres.

## Causas
La enfermedad está causada por una mutación en el gen SLC26A2, también llamado DTDST, situado en el cromosoma 5 (5q32-q33.1). Este gen codifica una proteína esencial para el desarrollo adecuado del cartílago y su conversión a hueso.
La proteína codificada por el gen SLC26A2, es una proteína transmembrana relacionada con el transporte de sulfato, su alteración está implicada también en otras enfermedades relacionadas, entre ellas la acondrogénesis 1B y la displasia epifisaria múltiple recesiva. El fallo en esta proteína transportadora provoca una reducción del transporte de sulfato en las células del cartílago conocidas como condrocitos, lo que ocasiona baja sulfatación de los proteoglicanos, ocasionando la formación anómala de los cartílagos y en consecuencia la talla baja y las deformidades óseas.